# 5988 Gorodnitskij

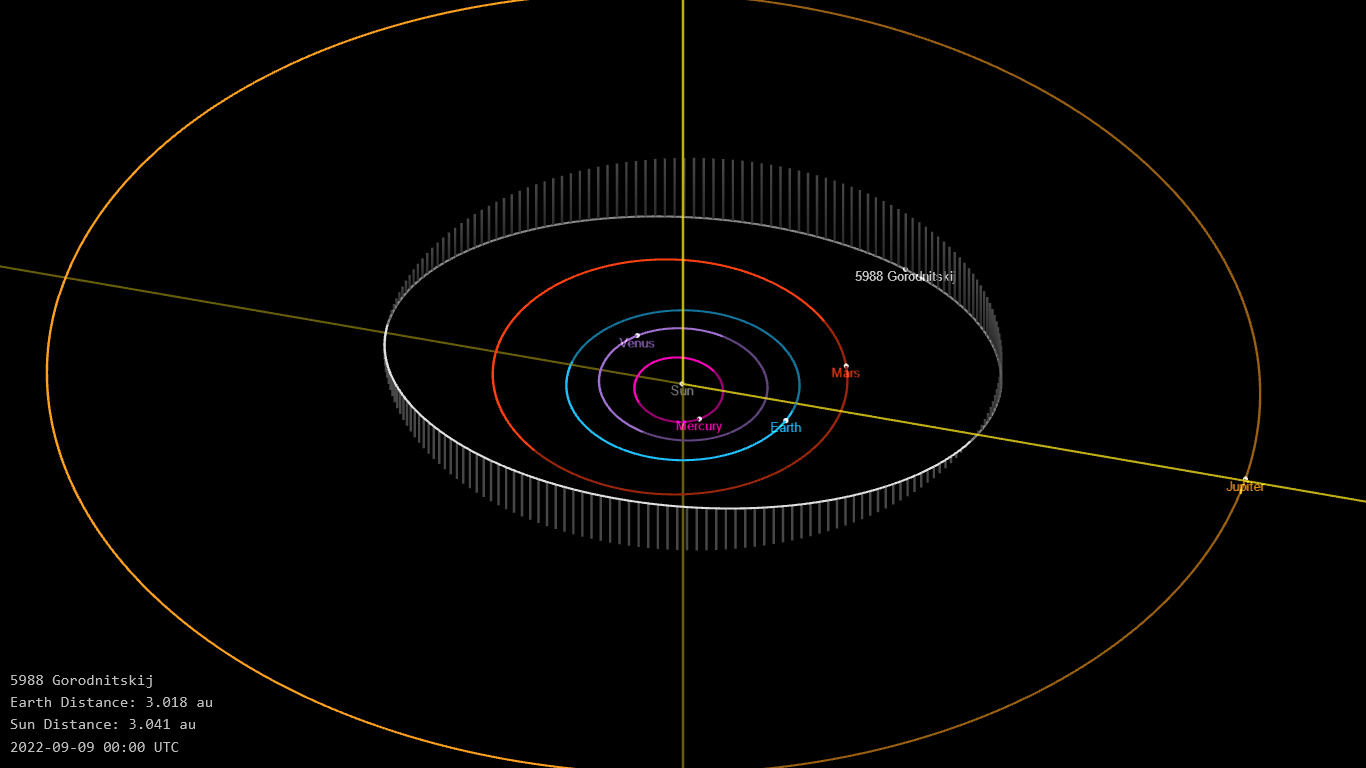

5988 Gorodnitskij è un asteroide della fascia principale. Scoperto nel 1976, presenta un'orbita caratterizzata da un semiasse maggiore pari a 2,6824111 UA e da un'eccentricità di 0,1582065, inclinata di 12,89635° rispetto all'eclittica.